# Hans Schmidt-Leonhardt
Hans Schmidt-Leonhardt (* 6. August 1886 in Leipzig; † April 1945 in Berlin) war ein deutscher Verwaltungsjurist, Ministerialbeamter im Reichsministerium für Volksaufklärung und Propaganda und führender Presserechtler des NS-Staats.

## Leben
Als Sohn eines Fabrikbesitzers besuchte Schmidt-Leonhardt die Thomasschule zu Leipzig. Nach dem Abitur studierte er ab 1905 Rechtswissenschaft an der Universität Leipzig. Er wurde 1906 Mitglied des Corps Lusatia Leipzig und leitete 1914 den Kösener Congress. Er machte 1909 das Referendarexamen und promovierte 1910 in Leipzig zum Dr. iur.

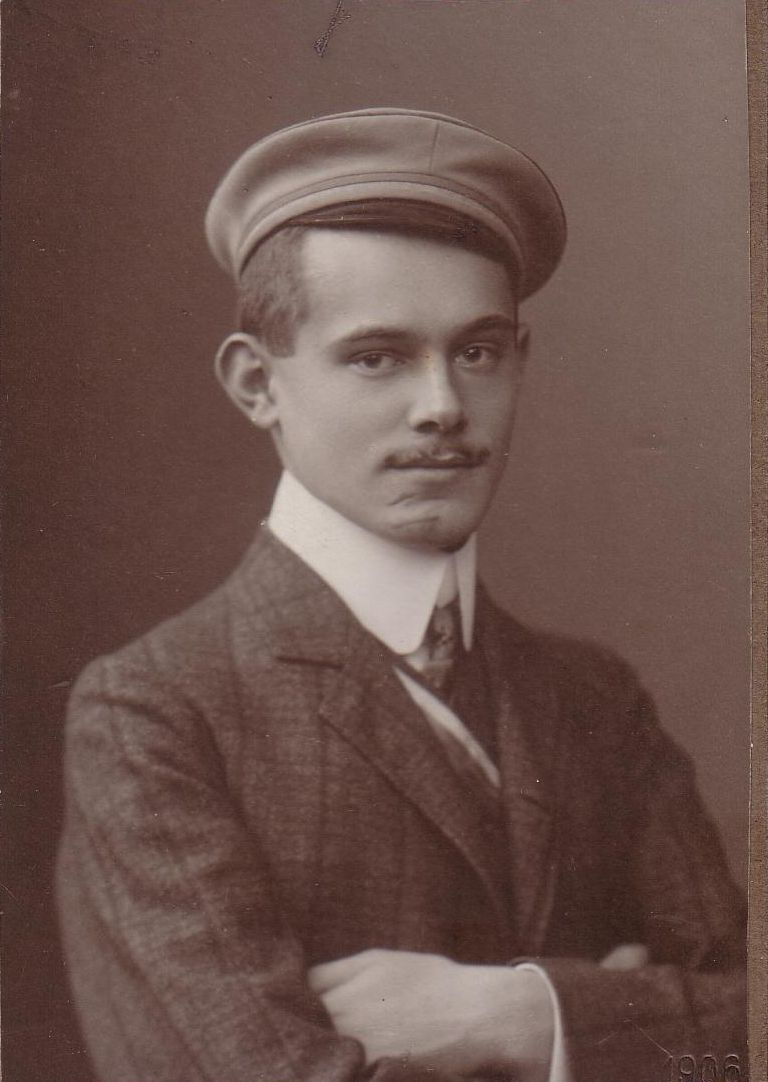
Schmidt-Leonhardt (1906)

Nachdem er 1913 die Assessorprüfung bestanden hatte, begann er 1914 seine Beamtenlaufbahn in der inneren Verwaltung des Königreichs Sachsen. 1920 wurde er zum Regierungsrat im Wirtschaftsministerium ernannt. Sein im selben Jahr veröffentlichtes Werk Das Zweite Proletariat fand ein Jahr später kurze Erwähnung in Paul Levis Schrift Unser Weg. Seine Karriere setzte Schmidt-Leonhardt 1924 im Innenministerium und 1925 an der Sächsischen Gesandtschaft in Berlin fort. 1926 wurde er Oberregierungsrat im Reichsinnenministerium.
Im NS-Staat ging er 1933 als Fachmann für Presserecht in das Reichsministerium für Volksaufklärung und Propaganda. Er leitete als Ministerialrat die Rechtsabteilung des Ministeriums und war zugleich einer der drei Geschäftsführer der Reichskulturkammer. 1935 wurde er außerdem in den Reichskultursenat berufen. Er publizierte zur Kammer und zum Schriftleitergesetz. Im Mai 1937 trat Schmidt-Leonhardt der Nationalsozialistischen Deutschen Arbeiterpartei bei. Die Friedrich-Wilhelms-Universität Berlin ernannte ihn 1938 zum Honorarprofessor. 1939 wurde er Ministerialdirigent. Er erschoss sich während der Schlacht um Berlin.

## Schriften
- Das Zweite Proletariat. Weicher, Leipzig & Berlin 1920.
- Das sächsische Jagdgesetz vom 1. Juli 1925 mit d. damit zusammenhäng. reichs- u. landesrechtl. Bestimmungen 1925. Roßbergsche Verlagsbuchhandlung, Leipzig 1925.
- Der höhere Verwaltungsbeamte. Trowitzsch & Sohn, Berlin 1929.
- Das Schriftleitergesetz vom 4. Okt. 1933 nebst den einschlägigen Bestimmungen. C. Heymann, Berlin 1934.
- Die Reichskulturkammer. Industrieverlag Spaeth & Linde, Berlin 1936.